# Mean Mr Mustard
Mean Mr Mustard ist eine 1995 gegründete südafrikanische Band aus Johannesburg, die häufig in den südafrikanischen Charts vertreten ist.
Ihre Texte sind englischsprachig, die Stilrichtung Popmusik, wobei eine zunehmende Einbindung von Elementen der Rockmusik zu verzeichnen ist. Einzelne Titel greifen zudem stark auf Elemente des Rock ’n’ Roll zurück. Der Name der Band leitet sich von dem Titel Mean Mr. Mustard aus dem Beatles-Album Abbey Road ab.

## Diskografie
- Mean Mr Mustard (1996)
- Only When It Rains (2000)
- Secret Places (2002)
- The Best Of (2004)
- Live and Studio Cuts (2005)
- Hidden Years
- Rollercoaster (2004)
- All These Years (2009) (CD + DVD)
- Free Falling (2009) (DVD)
- The Flame Still Burns (2010) (CD)
- Evolution (2024) (CD)